# Mniadelphus
Mniadelphus là một chi rêu trong họ Hookeriaceae.